# Pila de liti

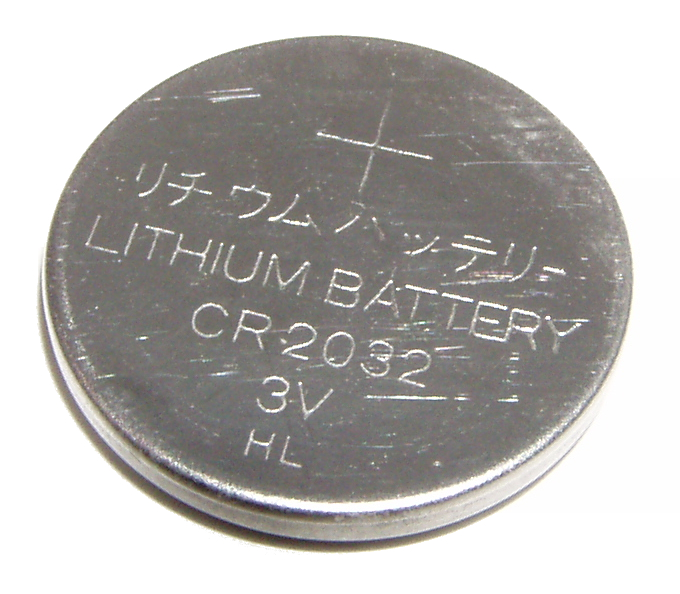
Pila de botó CR2032

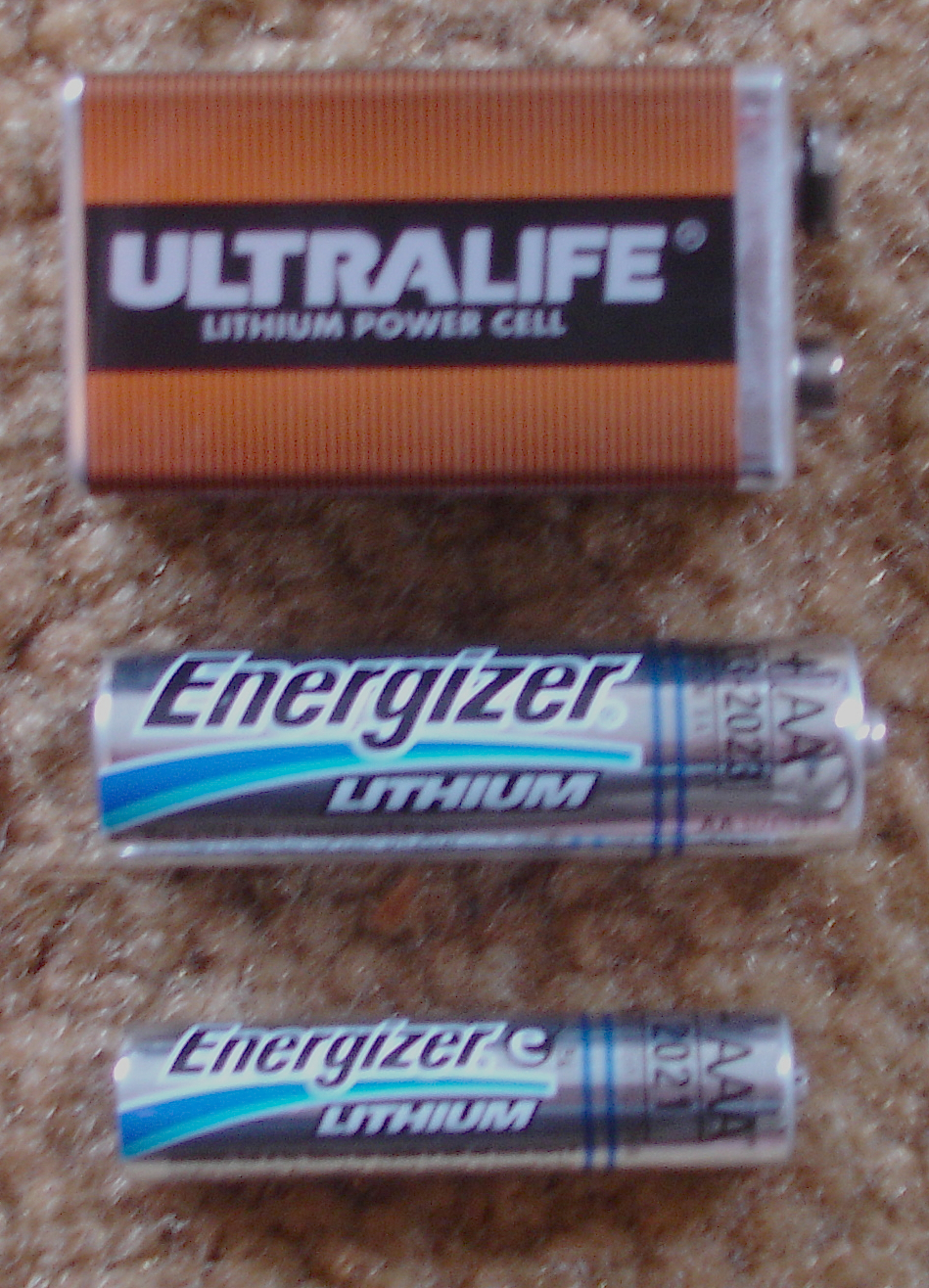
Piles de liti de 9 volts i de 1,5v (AA i AAA)

Una bateria de liti és una cel·la galvànica primària (un sol ús o no recarregable) que té l'ànode de metall de liti o compostos liti. Es distingeix d'altres bateries en la seva alta densitat de càrrega (llarga vida) i l'alt cost per unitat. Depenent dels compostos químics i de disseny utilitzats, les cèl·lules de liti poden produir voltatges des de 1,5 V (comparable a una bateria de zinc-carboni o alcalina) fins a 3,7 V aproximadament.
Cal remarcar, que, les piles de liti, com s'ha dit abans, inclús les fabricades en formats estàndard (9 volts, AA i AAA) no són recarregables, ja que porten liti metàl·lic com material d'elèctrode que no ho permet. En contraposició a les bateries de ions de liti on s'empra un compost de liti intercalat entre els elèctrodes, que permet als ions de liti moure's en ambdues direccions entre l'ànode i el càtode (segons es tracti de càrrega o de descàrrega), fent que dites bateries de ions de liti siguin reversibles, és a dir: recarregables
Les bateries de liti es fan servir àmpliament en productes com els dispositius portàtils dins l'electrònica de consum.

## Descripció

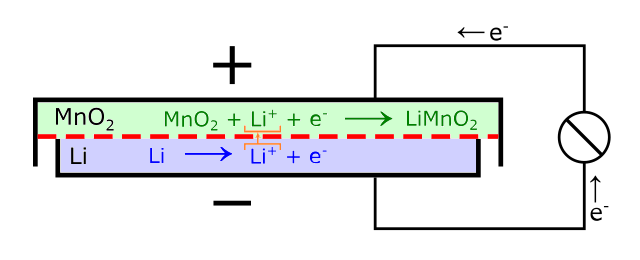
Esquema de pila de cèl·lula de botó de liti amb MnO2 (diòxid de manganès) a càtode

El tipus més comú de bateria de liti utilitza liti metàl·lic en l'ànode i diòxid de manganès en el càtode, amb una sal del liti dissolta en un dissolvent orgànic.
Un altre tipus de cèl·lula de liti que té una gran densitat d'energia és la cèl·lula de clorur de tionil. Inventat per Adam Heller, les bateries de clorur de tionil no es venen generalment al mercat de consum, i tenen un major ús en aplicacions comercials i industrials, o s'instal·len en dispositius en els quals el consumidor no les ha de reemplaçar. La cel·la conté una barreja líquida de clorur de tionil (SOCl2) i tetracloroaluminat de liti (LiAlCl
4) que actuen com a càtode i electròlit, respectivament. Un material de carbó porós serveix com un col·lector de corrent de càtode que rep electrons del circuit extern. Les bateries de clorur de tionil són molt adequades per a aplicacions d'extremadament baixa corrent en les quals és necessària una llarga vida, com ara sistemes d'alarma sense fil.

## Aplicacions

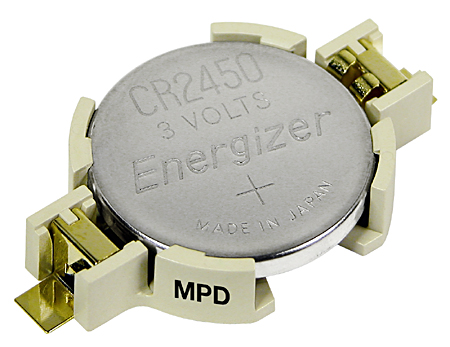

Les bateries de liti tenen moltes aplicacions, dispositius crítics, com els marcapassos i altres dispositius mèdics electrònics implantables. Aquests dispositius utilitzen bateries de liti-iodur especialitzats dissenyats per a durar 15 anys o més. No obstant això, per a altres aplicacions, menys crítiques, com ara en les joguines, la bateria de liti en realitat pot durar més que el dispositiu.
Les bateries de liti es poden utilitzar en lloc de les cèl·lules alcalines normals en molts dispositius, com ara rellotges i càmeres. Tot i que són més costosos, les piles de liti proporcionen una vida molt més llarga que minimitza el reemplaçament de la bateria.
Les bateries de liti també són útils en aplicacions oceanogràfiques.

### Mides i formats

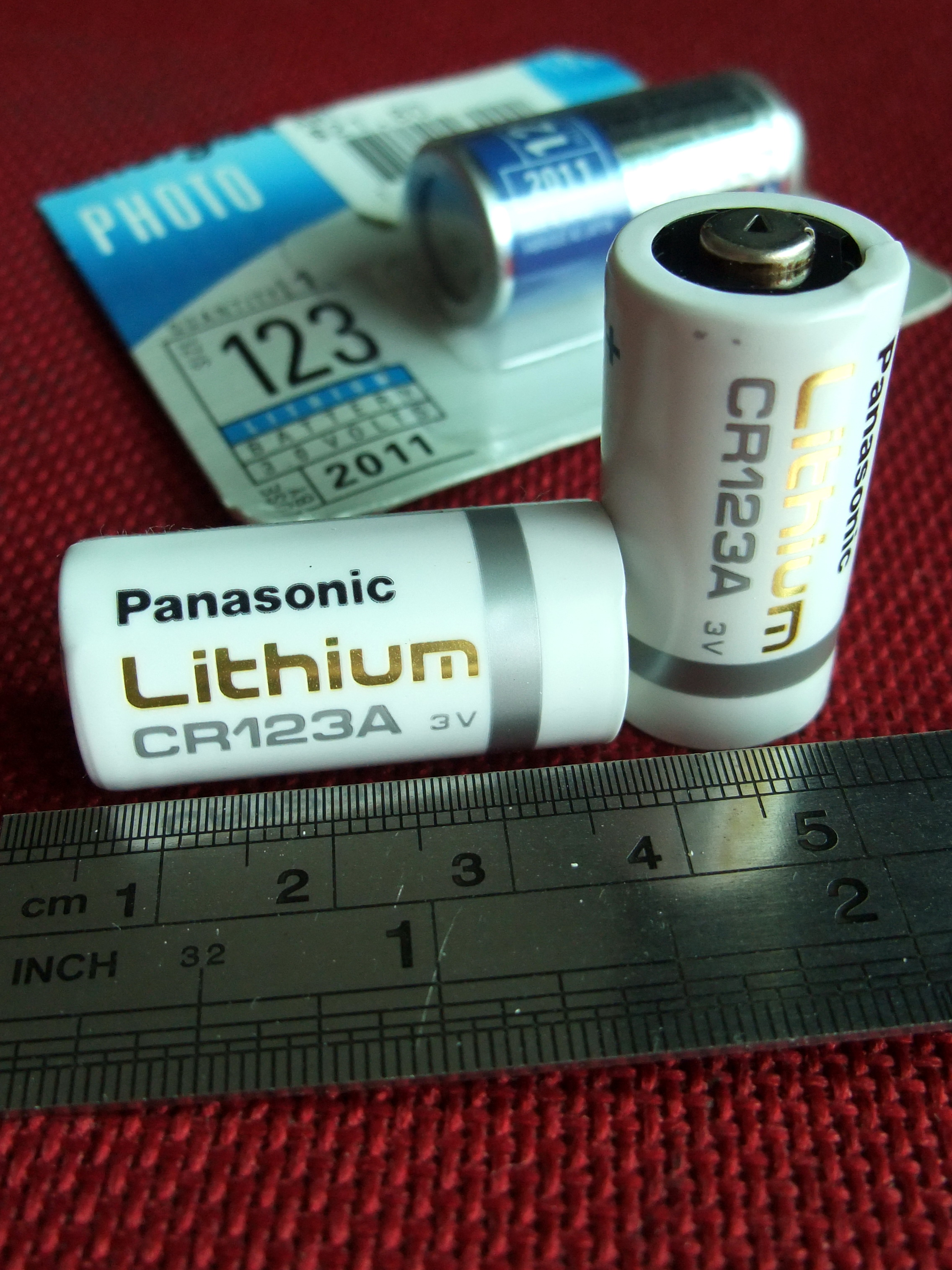
Piles de Liti

Les petites bateries de liti es fan servir molt sovint en dispositius petits i portàtils electrònics, com ara PDA, rellotges, càmeres de vídeo, càmeres digitals, calculadores, termòmetres, BIOS de l'ordinador portàtil, equips de comunicació i del cotxe a distància. Estan disponibles en moltes formes i mides, amb una varietat comuna de 3 volts tipus "monedes", normalment de 20 mm de diàmetre i d'1,6 a 4 mm de gruix.
La forta demanda de corrent de molts d'aquests dispositius fan de les bateries de liti una opció particularment atractiva. En particular, les bateries de liti poden suportar fàcilment les demandes breus, forts corrents de dispositius com ara càmeres digitals, i mantenir un voltatge prou alt durant un període més llarg que les piles alcalines.

## Seguretat i control
L'esforç de la indústria de la informàtica per augmentar la capacitat de la bateria posa a prova els límits dels components sensibles com el separador de membrana, una pel·lícula de polietilè o polipropilè que és només de 20-25 micres de gruix. La densitat d'energia de les bateries de liti s'ha multiplicat des que es va introduir el 1991. Quan la bateria està feta per contenir més material, el separador pot sofrir estrès.

### Problemes de descàrrega ràpida
Les bateries de liti poden proporcionar corrents molt alts. Encara que això és útil en aplicacions on calen altes corrents, una descàrrega massa ràpida d'una bateria de liti pot provocar l'escalfament de la bateria, ruptura, i fins i tot explosió d'aquesta. Les bateries de clorur de tionil són particularment susceptibles a aquest tipus de descàrrega. Les bateries de consum solen incorporar protecció tèrmica i reixetes de ventilació per evitar explosions o sobrecorrent.
A partir l'1 de gener de 2013 les regulacions més estrictes per al transport de bateries de liti es van introduir per la IATA en relació amb el transport de bateries de liti per via aèria. A causa dels riscos d'enviament i transport les bateries de liti estan restringides en algunes situacions.

### Problemes de salut per ingestió
Les Piles de botó són atractives per als nens petits i sovint s'ingereixen. En els últims 20 anys, tot i que no hi ha hagut un augment en el nombre total de piles de botó ingerides en un any, els investigadors han observat un augment de 6,7 vegades en el risc d'una ingestió que donaria lloc a una complicació moderada o important.
El principal mecanisme de lesió amb ingestions de bateria de botó és la generació d'ions hidròxid, que causen greus cremades químiques. Aquest és un efecte electroquímic de la bateria intacta, i no requereix la carcassa per a alliberar el seu contingut. Les complicacions inclouen estenosis esofàgiques, fístula traqueo-esofàgica, paràlisi de les cordes vocals, fístules aorto-esofàgica, i la mort. Les piles de botó també poden causar lesions necròtiques significatives si queden atrapades en el nas o les orelles.

## Eliminació
Els controls per a l'eliminació i el reciclatge de les piles varien àmpliament; els governs locals poden tenir requisits addicionals per damunt aquells de controls nacionals. A Catalunya les bateries s'han de portar a les deixalleries o a llocs específics per aquests productes. Com les bateries són molt contaminats, aquestes s'han de tractar en centres especialitzats.
Les bateries de liti es poden reciclar. Per exemple, de les piles de botó és possible extreure quantitats comercialment útils de metalls, així com els plàstics de diòxid de manganès i altres elements.